# Cyanomitra olivacea
La nettarinia olivacea (Cyanomitra olivacea (A.Smith, 1840)) è un uccello della famiglia Nectariniidae, diffuso nell'Africa subsahariana.

## Tassonomia
Comprende le seguenti sottospecie:
- C. o. olivacea (A.Smith, 1840) - nettarinia olivacea orientale
- C. o. guineensis Bannerman, 1921
- C. o. cephaelis (Bates, 1930)
- C. o. obscura (Jardine, 1842) - nettarinia olivacea occidentale
- C. o. vincenti Grant & Mackworth-Praed, 1943
- C. o. ragazzii (Salvadori, 1888)
- C. o. changamwensis Mearns, 1910
- C. o. neglecta Neumann, 1900
- C. o. granti Vincent, 1934
- C. o. lowei Vincent, 1934
- C. o. alfredi Vincent, 1934
- C. o. sclateri Vincent, 1934
- C. o. olivacina (Peters, W, 1881)